# Trabajos y días
Trabajos y días (en griego antiguo Ἔργα καὶ Ἡμέραι, referido a veces por el nombre latino Opera et Dies) es un poema didáctico de unos 828 versos escrito por Hesíodo en torno al 700 a. C.

## Contenido
La obra está compuesta a partir de géneros poéticos preexistentes que la tradición oral griega había incorporado del mundo oriental: sobre todo, variantes del "catálogo" (cuyo ejemplo homérico es el canto II de la Ilíada): los "calendarios" y los "días"; y de colecciones de consejos, instrucciones y proverbios (como el Ahikar asirio). La organización es, comparada con la Teogonía, menos clara, y no se vertebra cronológicamente (aunque los bloques de calendarios agrarios y de navegación internamente respetan una cronología), sino temáticamente. Las colecciones de proverbios incluyen fábulas, símiles y mitos.
El poema gira en torno a dos verdades generales: el trabajo es el destino universal del hombre, pero solo quien esté dispuesto a trabajar podrá con él. Los estudiosos han interpretado esta obra en el contexto de una crisis agraria en el continente griego, que inspiró una ola de colonizaciones en busca de nuevas tierras.
Esta obra muestra las cinco Edades del Hombre, además de contener consejo y sabiduría, prescribiendo una vida de honesto trabajo y atacando la ociosidad y a los jueces injustos (como los que decidieron a favor de Perses), así como la práctica de la usura. Describe a los inmortales que vagan por la tierra vigilando la justicia y la injusticia. El poema considera el trabajo como origen de todo el bien, pues tanto hombres como dioses odian a los holgazanes, que parecen zánganos en una colmena.

### Ediciones y traducciones
- Friedrich Solmsen,[6] R. Merkelbach y M. L. West (edd.) (1970). Hesiodi Theogonia; Opera et dies; Scutum; Fragmenta selecta (en griego). Oxford: Oxford University Press. ISBN 978-0-19-814071-9.[7]
- Paul Mazon[8] (ed. y trad.) (1928). Hésiode Théogonie; Les travaux et les jours; Le bouclier (en griego/francés). Paris: Les Belles Lettres. ISBN 2-251-00152-2.
- Paola Vianello de Córdova (1979). ΗΣΙΟΔΟΥ ΕΡΓΑ ΚΑΙ ΗΜΕΡΑΙ, Hesiodo: Los trabajos y los Días (en griego/español). México, D. F.: UNAM. ISBN 968-58-2543-2.
- Hesíodo (2007). Teogonía. Trabajos y días. Escudo. Certamen. Buenos Aires: Losada. ISBN 978-950-03-9420-8.[9]
— (1997). Obras y fragmentos: Teogonía. Trabajos y días. Escudo. Fragmentos. Certamen. Madrid: Gredos. ISBN 978-84-249-3517-7.

### Estudios
- Rodríguez Adrados, Francisco (abril de 2001). «La composición de los poemas hesiódicos». Emérita 69 (2): 197-223. Consultado el 19 de abril de 2010.